# Flight Log
Albums de Jefferson Airplane
Early Flight
(1974) 2400 Fulton Street
(1987)
Flight Log est une compilation sortie en 1977, qui reprend des titres de Jefferson Airplane et des diverses formations qui en furent issues, dont Jefferson Starship et Hot Tuna. Elle n'a jamais été rééditée en CD.

## Titres

### Disque 1
1. Come Up the Years (Balin, Kantner) – 2:30 – Jefferson Airplane Takes Off
2. White Rabbit (Slick) – 2:27 – Surrealistic Pillow
3. Comin' Back to Me (Balin) – 5:15 – Surrealistic Pillow
4. Won't You Try / Saturday Afternoon (Kantner) – 5:02 – After Bathing at Baxter's
5. Greasy Heart (Slick) – 3:25 – Crown of Creation
6. If You Feel (Balin, Blackman) – 3:30 – Crown of Creation
7. Somebody to Love (Live) (D. Slick) – 3:46 – Bless Its Pointed Little Head
8. Wooden Ships (Crosby, Kantner, Stills) – 6:00 – Volunteers
9. Volunteers (Balin, Kantner) – 2:03 – Volunteers
10. Hesitation Blues (trad.) – 5:05 – Hot Tuna
11. Have You Seen the Stars Tonite? (Crosby, Kantner) – 3:42 – Blows Against the Empire

### Disque 2
1. Silver Spoon (Slick) – 5:40 – Sunfighter
2. Feel So Good (Kaukonen) – 4:35 – Bark
3. Pretty as You Feel (Covington, Casady, Kaukonen) – 3:07 – Bark
4. Milk Train (Creach, Slick, Spotts) – 3:26 – Long John Silver
5. Ja Da (Keep on Truckin') (Carleton) – 3:40 – Burgers
6. ¿Come Again Toucan? (Freiberg, Slick) – 3:13 – Manhole
7. Sketches of China (Kantner, Slick) – 5:13 – Baron von Tollbooth and the Chrome Nun
8. Genesis (Kaukonen) – 4:19 – Quah
9. Ride the Tiger (Kantner, Slick, Yu) – 5:06 – Dragon Fly
10. Please Come Back (Nagle) – 4:02 – inédit, live de Jefferson Starship

## Musiciens
- Signe Anderson : chant
- Marty Balin : chant
- Skip Spence : batterie
- Paul Kantner : chant, guitare rythmique
- Jorma Kaukonen : chant, lead guitar, guitare acoustique
- Jack Casady : basse
- Grace Slick : chant, piano
- Spencer Dryden : batterie
- Jerry Garcia : guitare, guitare pedal steel, lead guitar
- Nicky Hopkins : piano
- Will Scarlett : harmonica
- David Crosby : chant, guitare
- Mickey Hart : percussions, gong
- Joey Covington : batterie, chant
- Papa John Creach : violon
- John Barbata : batterie
- Sammy Piazza : batterie
- Nick Buck : piano
- David Freiberg : chant, claviers, basse, guitare rythmique
- Craig Chaquico : lead guitar
- Jack Traylor : chant
- Chris Ethridge : basse
- Tom Hobson : guitare
- Pete Sears : basse, guitare rythmique